# Littorina obtusata
Littorina obtusata (Linnaeus, 1758) è un mollusco gasteropode marino della famiglia Littorinidae, comunemente nota come pervinca piatta.

## Descrizione

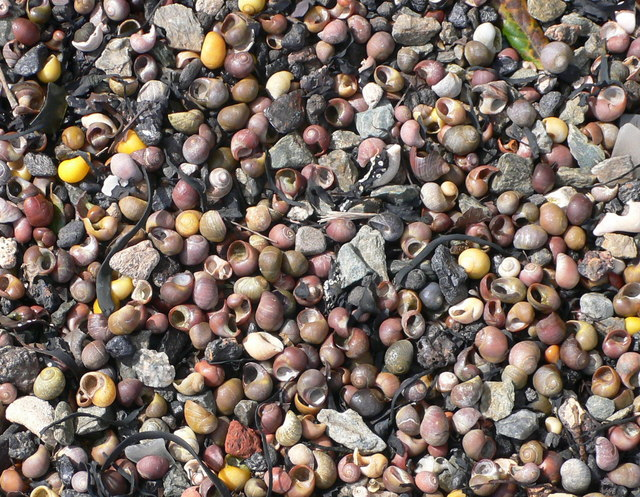
L. obtusata: i vari colori della conchiglia

La lunghezza massima registrata della conchiglia è 13,5 mm.

## Distribuzione e habitat
Questa specie marina è presente ovunque crescano le alghe brune. È ampiamente distribuita: nel Mar Baltico, nelle acque europee dalla Norvegia fino alla Spagna meridionale, nel Mar Mediterraneo, nell'Oceano Atlantico nord-occidentale, in particolare lungo il Golfo del Maine.
Questa specie può essere rinvenuta nella zona litorale e sublitorale su sponde rocciose e moli, solitamente nei pressi di alghe brune del genere Fucus. La profondità minima registrata è 0 m. La profondità massima registrata è di 110 m.  L'habitat può cambiare il colore della conghiglia. Sulle rive riparate ha un colore più chiaro e uniforme (giallo, marrone, arancio o verde oliva), sulle rive esposte il suo colore è più scuro e quadrettato.